# Triclisia macrocarpa
Triclisia macrocarpa là một loài thực vật có hoa trong họ Biển bức cát. Loài này được (Baill.) Diels miêu tả khoa học đầu tiên năm 1931.